# Star Channel (Latinoamérica)
Star Channel (estilizado como ST★R Channel; conocido anteriormente como Fox y posteriormente Fox Channel) es un canal de televisión por suscripción latinoamericano de origen estadounidense, propiedad de The Walt Disney Company Latin America y operado por Disney Media Networks Latin America. Está orientado principalmente al público familiar. 
Inició transmisiones el 14 de agosto de 1993 bajo el nombre de Fox, presentando series de comedia, acción, drama con su nombre original (exceptuando Los Simpson y Futurama), además de películas de variados géneros cinematográficos. Desde 2005 posee un bloque de dibujos animados para adultos, emitido de lunes a viernes en horario nocturno llamado ¡No molestar!. 
El 5 de noviembre de 2018, el canal fue renombrado a Fox Channel. Luego de la adquisición de 21st Century Fox por parte de Disney en 2019, y con tal de evitar relacionarla con la actual Fox Corporation, el 27 de noviembre de 2020 Disney anunció que los canales de Fox serían renombrados bajo el nombre Star en Latinoamérica, cuestión que se concretó el 22 de febrero de 2021.

## Historia

### Inicios (década de 1990)
El 14 de agosto de 1993, Fox extiende sus transmisiones a Hispanoamérica. Su programación contó con un alto porcentaje de series destinadas para las familias y adultos. En sus inicios la señal transmitía series antiguas de la 20th Century Fox como Batman y Perdidos en el espacio, entre otras series. La serie más vista en el canal son Los Simpson,[cita requerida] que se emite hasta el día de hoy, junto con series como Dark Angel, Buffy The Vampire Slayer, The X-Files, Ally McBeal, entre otros. Además la señal emite desde sus inicios un bloque de películas, ya sea de la 20th Century Fox, como de otras productoras de cine tales, como Dreamworks, y se caracteriza por transmitir películas de suspenso, acción, drama, comedia y películas animadas. 
En 1994, Fox tuvo bloques dedicados a la familia y al mundo deportivo por lo que algunos de ellos estuvieron en el propio canal hasta la fecha. Sus primeros bloques fueron Cine Fox, Fox Kids y Fox Sports. 
En 1999, la señal hispanoamericana decide crear un bloque animado los domingos nombrados como Domingo Animado, en donde se emitían series como Los Simpson, Futurama y Los Reyes de la Colina, entre otras series. Ese mismo año crean el sitio web canalfox.com para ver informaciones de las series, programación del canal, películas, etc.

### Década de 2000
En 2005, Fox decide cambiar el nombre de Domingo animado por el de ¡No molestar!, una sección que tiene la misma característica del bloque anterior pero durante los comerciales se muestran diálogos ácidos de algún tema. 
En 2007, el sitio web de Fox cambia su nombre por el de mundofox.com pero la temática del sitio es la misma e incluyen sitios especiales de las series, videos y galería de imágenes.
Ese mismo año, Fox crea la primera serie original para Hispanoamérica: Tiempo final, una adaptación de la serie argentina del mismo nombre. Es producida en Colombia por medio de la productora Fox Telecolombia y cuenta con participaciones de reconocidos actores iberoamericanos. Esta serie también se emitió en FX. 
En 2008, y en el marco de su 15º aniversario, Fox organizó un concurso en donde los televidentes podían sacar una foto con cualquier objeto pero siempre que llevara la figura de un óvalo que representa la letra "O" de la marca Fox, teniendo un reconocido éxito ya que en el sitio se enviaron más de 350 000 fotografías por minuto (aproximadamente).[cita requerida]

### Década de 2010
Comenzando 2012, el sitio Fox vuelve a llamarse canalfox.com, ya que reservó el sitio mundofox.com para el lanzamiento de MundoFox. 
El 15 de octubre de 2013, el canal estrenó un nuevo paquete gráfico por su vigésimo aniversario. El 17 de agosto, Fox inició la celebración de sus 20 años con una maratón de 24 horas de Los Simpson. El 28 de diciembre de 2014, el canal comienza a emitir programación en 16:9 para series que originalmente hayan sido filmadas en esa relación de aspecto. El 9 de febrero de 2015, Fox estrenó un nuevo paquete gráfico.
El 5 de noviembre de 2018, el canal modificó su tipografía, sus gráficas y se renombró como Fox Channel.

### Década de 2020
El 22 de febrero de 2021, el canal se renombró como Star Channel. Este cambio también afectó a Fox Life y a Fox Premium, los cuales pasaron a llamarse Star Life y Star Premium respectivamente, antes de su llegada al servicio de streaming Star+ (lanzado el 31 de agosto de 2021).
Desde diciembre de 2023, Star Channel emite un bloque con programación del canal Utilísima. 
A finales de 2024, Disney mediante un comunicado de prensa, anunció el cierre de Star Channel, además de otros 5 canales en Brasil (National Geographic, BabyTV, Cinecanal y FX) cuestión que se concretó el 1 de marzo de 2025, excluyendo los canales de ESPN.